# Lompta
Lompta est un village de la commune de Galim-Tignère situé dans la région de l'Adamaoua et le département du Faro-et-Déo.

## Population
En 1971, Lompta comptait 493 habitants, principalement Foulbe.
Lors du recensement de 2005, 500 personnes y ont été dénombrées.